# Prvenstvo Anglije 1897
Prvenstvo Anglije 1897 v tenisu.

## Moški posamično
Reginald Doherty :  Harold Mahoney, 6-4 6-4 6-3

## Ženske posamično
Blanche Bingley Hillyard :  Charlotte Cooper, 5-7, 7-5, 6-2

## Moške dvojice
Reginald Doherty /  Laurence Doherty :  Wilfred Baddeley /  Herbert Baddeley, 6–4, 4–6, 8–6, 6–4